# Seznam švicarskih fizikov
Seznam švicarskih fizikov.

## A
- Jakob Ackeret (1898 – 1981)
- Pierre Anzolis

## B
- Johann Jakob Balmer (1825 – 1898)
- Daniel Bernoulli (1700 – 1782)
- Felix Bloch (1905 – 1983)  1952
- Abraham Louis Breguet (1747 – 1823)

## C
- Jean-Daniel Colladon (1802 – 1893)

## E
- Albert Einstein (1879 – 1955)  1921
- Leonhard Euler (1707 – 1783)

## F
- Jürg Fröhlich (1946 –)

## G
- Christoph Gerber (1942 –)
- Vladimir Jurko Glaser (1924 – 1984) (hrvaško-švicarski slovenskega porekla)
- Marcel Jules Edouard Golay (1902 – 1989) (švicarsko-ameriški)
- Marcel Grossmann (1878 – 1936)
- Charles Édouard Guillaume (1861 – 1938)  1920
- Martin Charles Gutzwiller (1925 – 2014)

## J
- Peter Jenni (1948 –)

## K
- Alfred Kleiner (1849 – 1916)

## L
- Auguste Arthur de la Rive (1801 – 1873)
- Johann Heinrich Lambert (1728 – 1777)
- Heinrich Leutwyler (1938 –)

## M
- André Martin (1929 – 2020) (Švica-Francija)
- Michel Mayor (1942 –)  2020
- Jacques-Barthélemy Micheli du Crest (1690 – 1766)
- Karl Alexander Müller (1927 – 2023)  1987

## P
- Wolfgang Ernst Pauli (1900 – 1958)  1945
- Auguste Piccard (1884 – 1962)
- Raoul Pictet (1846 – 1929)

## R
- Walter Ritz (1878 – 1909)
- Heinrich Rohrer (1933 – 2013)  1986
- Wilhelm Conrad Röntgen (1845 – 1923) (Nemec)

## S
- Paul Scherrer (1890 – 1969)
- Johann Jakob Scheuchzer (1672 – 1733)
- Charles Soret (1854 – 1904)
- Jack Steinberger (1921 – 2020)  1988 (ZDA)
- Norbert Straumann (1936 –)
- Ernst Stueckelberg (1905 – 1984)

## W
- Gregory Hugh Wannier (1911 – 1983) (ZDA)
- Pierre Weiss ?

## Z
- Ludwig Zehnder (1854 – 1949)
- Thomas Zurbuchen (1968 –)